# Hank Jones
Hank Jones (Vicksburg, Mississippi, 31 juli 1918 - New York, 16 mei 2010) was een Amerikaans jazzpianist.

## Biografie
Jones werd geboren in Vicksburg, Mississippi, maar groeide op in Pontiac, Michigan. Met een bijzondere combinatie van talenten zoals sterk kunnen soleren, gevoelig kunnen begeleiden en bedreven a prima vista kunnen lezen, is Jones altijd vaak gevraagd voor allerlei soorten opnamesessies en is te horen op duizenden albums. Hank Jones is een broer van twee andere jazzlegendes, drummer Elvin en orkestleider/trompettist Thad Jones.
In Pontiac leerde hij op een vroege leeftijd piano spelen en kwam hij onder de muzikale invloed van Earl Hines, Fats Waller, Teddy Wilson en Art Tatum. Op zijn dertiende trad hij op in de staten Michigan en Ohio. Tijdens optredens met lokale bands in Grand Rapids en Lansing, ontmoette hij Lucky Thompson, die hem in 1944 uitnodigde om naar New York te komen, om te werken in de Onyx Club met Hot Lips Page.
In New York luisterde Jones regelmatig naar belangrijke Bop musici en was geïnspireerd om deze stijl onder de knie te krijgen. Tijdens het oefenen en bestuderen van deze muziek, werkte hij met John Kirby, Howard McGhee, Coleman Hawkins, Andy Kirk en Billy Eckstine samen. In de herfst van 1947 maakte hij deel uit van de bezetting van Norman Granz' Jazz at the Philharmonic concerten en van 1948 tot 1953 was hij de begeleider van Ella Fitzgerald. Gedurende deze periode maakte hij ook meerdere historisch belangrijke opnames met Charlie Parker voor Norman Granz' platenlabels.
Na meerdere jaren als een freelancemuzikant gespeeld te hebben, waaronder samenwerkingen met Artie Shaw en Benny Goodman, en opnames met artiesten zoals Lester Young, Milt Jackson, Cannonball Adderley en Wes Montgomery, had Jones van 1959 en 1976 een hoge functie bij Columbia Records. Door zijn medewerking als pianist en orkestleider aan de Broadwaymusical Ain't Misbehavin' (gebaseerd op de muziek van Fats Waller), kreeg Jones eind jaren zeventig meer bekendheid onder een groter publiek.
Eind jaren zeventig en in de jaren tachtig bleef Jones veel opnemen, als solist zonder begeleiding, als onderdeel van een duo met andere pianisten, zoals John Lewis en Tommy Flanagan, en met diverse kleinere ensembles, waarvan het meest opmerkelijke het Great Jazz Trio was. Deze groep kende door de jaren heen verschillende muzikanten, waaronder Tony Williams, Eddie Gomez, Al Foster en Jimmy Cobb. In het begin van de jaren tachtig was Jones te horen als een solo pianist in het New Yorkse Cafe Ziegfeld en maakte hij een tournee door Japan, waar hij optrad en opnames maakte met George Duvivier en Sonny Stitt.
Hank Jones leefde in het noorden van de staat New York, maar had op het einde van zijn carrière nog steeds een uitzonderlijk vol programma. In 2006 en 2007 trad hij op met zangeres Roberta Gambarini. Een van zijn opnamen uit 2006 is de plaat West of 5th, waarop hij met Christian McBride en Jimmy Cobb te horen is. In 2009 kreeg Jones een Grammy Lifetime Achievement Award. Kort erna speelde hij op het Haagse jazzfestival The Hague Jazz.
Jones werd opgenomen in de Mississippi Musicians Hall of Fame.

## Discografie
Hieronder een brede selectie uit zijn discografie.

### Als bandleider
| Jaar | Titel                        | Personeel                                                                 | Label               |
| ---- | ---------------------------- | ------------------------------------------------------------------------- | ------------------- |
| 1950 | Hank Jones Piano             |                                                                           | Mercury             |
| 1956 | Urbanity                     |                                                                           | Clef                |
| 1975 | Hanky Panky                  | met Ron Carter en Grady Tate                                              | Inner City          |
| 1976 | Hank (Hank Jones Solo Piano) |                                                                           | Jazz Alliance       |
| 1977 | Bop Redux                    | Trio met George Duvivier en Ben Riley                                     | Muse                |
| 1977 | I Remember You               | George Duvivier en Oliver Jackson                                         | Black & Blue        |
| 1977 | Just for Fun                 | Ray Brown, Shelly Manne en Howard Roberts                                 | Galaxy              |
| 1978 | Our Delights                 | Pianoduo met Tommy Flanagan                                               | Galaxy              |
| 1978 | Ain't Misbehavin'            | Richard Davis, Roy Haynes, Bob Ojeda, Teddy Edwards en Kenny Burrell      | Galaxy              |
| 1978 | Groovin' High                | Quintet met Sam Jones, Mickey Roker, Thad Jones en Charlie Rouse          | Muse                |
| 1995 | Steal Away                   |                                                                           | Verve               |
| 2003 | Porgy & Bess                 |                                                                           | Toshiba EMI         |
| 2004 | Satin Doll                   |                                                                           | Absord Japan        |
| 2005 | My Funny Valentine           |                                                                           | Sony/CBS            |
| 2006 | Round Midnight               |                                                                           | Sony                |
| 2006 | West of 5th                  |                                                                           | Chesky              |
| 2006 | Hank and Frank               |                                                                           | Lineage             |
| 2009 | Hank and Frank II            | met Frank Wess, Ilya Lushtak, Marion Cowings, John Webber en Mickey Roker | Lineage             |
| 2009 | Pleased to Meet You          | met Oliver Jones, Brandi Disterheft en Jim Doxas                          | Justin Time Records |

### Als bandlid
- 1956: Milt Jackson - The Jazz Skyline
- 1957: Curtis Fuller - New Trombone
- 1958: Cannonball Adderley - Somethin' Else
- 1960: John Coltrane - Bags & Trane
- 1961: Wes Montgomery - So Much Guitar!
- 1962: Milt Jackson - Statements (Impulse!)
- 1962: Ella Fitzgerald - Rhythm Is My Business
- 1962: Curtis Fuller: Cabin in the Sky (Impulse!)
- 1963: Johnny Hartman - I Just Dropped by to Say Hello - met Milt Hinton, Jim Hall, Illinois Jacquet en Elvin Jones
- 1964: Ben Webster - See You at the Fair
- 1969: Nancy Wilson - But Beautiful
- 1972: Dexter Gordon - Ca' Purange
- 1978: Ron Carter - Carnaval
- 1978: Jackie Mclean - New Wine in Old Bottles
- 1986: Bob Stewart - Welcome to the Club
- 2004: Bob Stewart -Talk of The Town
- 2004: Joe Lovano - I'm All For You
- 2005: Joe Lovano - Joyous Encounter